# Квантунська область
39°10′00″ пн. ш. 121°45′00″ сх. д. / 39.16666667° пн. ш. 121.75° сх. д.
Квантунська область (рос. Квантунская область) — адміністративно-територіальна одиниця Російської імперії та Радянського Союзу у 1899–1905 і 1945—1955. З 1905 до 1945 називалася Квантунським генерал-губернаторством (яп. 関東都督府, Канто-Тотокуфу), перебуваючи у складі Японської імперії. У 1955 передано до складу КНР.

## Історія

### Область Російської імперії
За конвенцією, підписаною між Російською імперією та імперією Цін 15 (27) березня 1898 в Пекіні, до Росії відійшла територія південної частини Ляодунського півострова — Квантунській півострів. Його було передано Китаєм в орендне користування Російської імперії на 25 років без будь-якої плати в обмін на військово-політичну підтримку Китаю проти Японії.
Попри збереження за імператором Китаю суверенних прав на орендовану Росією територію, політика російського уряду була спрямована на включення її в єдиний адміністративно-правовий простір імперії. Квантунська область була заснована на підставі іменного указу Сенату від 16 серпня 1899 року. Того ж місяця було прийнято «Тимчасові положення про управління Квантунською областю».
Міста були основою російського впливу. Порт-Артур спочатку планувався як військово-політичний центр. Тут розміщувалося командування військами і Тихоокеанськими ескадрами, цивільна адміністрація. Новому збудовонаму місту Дальньому відводилася роль ділового, комерційного та транспортного центру. Планувалося, що Дальній стане кінцевою станцією Китайсько-Східної залізниці і Транссибірської магістралі.
Військове управління здійснювали представники морського і військового відомств. Цивільною адміністрацією керував очільник цивільної частини військового штабу з повноваженнями канцелярії губернатора. Поступово стала впроваджуватися російська система оподаткування. Для цього спочатку планувалося використати китайську цивільну адміністрацію, якій місцеве населення більше довіряло, але невдало.
У 1899 придушено заворушення китайців, спрямоване проти оподаткування. Скориставшись поразкою повстання іхетуаней, російська адміністрація ліквідувала залишки самоуправління та автономії китайців.
Надалі приділялася увага переважно розбудові міст, впровадженню російської системи самоврядування. В Порт-Артурі було запроваджено цивільну адміністрацію. З 1900 року невійськовими справами керував головний начальник області. Поліційні управління були підпорядковані цивільному комісару. У грудні 1900 року головний начальник Є.Алексєєв затвердив «Тимчасові правила про міське управління Порт-Артура». У 1903 році Квантунська область увійшла до складу Далекосхідного намісництва (з центром в Порт-Артурі) на чолі із Є.Алексєєвим. Очільник підпорядковувався безпосередньо імператору.
У 1904—1905 роках Квантунська область була однією з основних театрів бойових дій Російсько-японської війни. За Портсмутським мирним договором 23 серпня 1905 року оренда області відійшла до Японії разом з побудованою Російською імперією частиною Південно-Маньчжурської залізниці від Куаньченцзи до Порт-Артура і Дальнього з усіма спорудами, військовими корабельнями, арсеналами і укріпленнями.

#### Територія і населення
Населення області на 1898 рік становило 250 тисяч жителів (76 % — китайців, 22 % — маньчжур, 2 % — російських підданих). В адміністративному плані Квантунська область поділялася на 2 округи (Квантунський і Острівний) і 4 міста: Порт-Артур, Біцзиво, Дальній і Цзіньчжоу, що мали автономне управління (до 1900 року). Центром було місто Порт-Артур. Надалі округи поділено на ділянки Порт-Артурську, Даляньваньську, Цзіньчжоуську, Біцзивоську і Острівну. Далянь було підпорядковано Міністерству фінансів.

#### Освіта
З 1899 року почали створювати перші початкові школи для дітей російських цивільних та військових службовців. Невдовзі впроваджено безплатні курси для китайців, що збиралися поступати на службу до Російської імперії. Також впроваджено практику спільного навчання росіян і китайців. До 1901 року вже була створена мережа початкових і середніх навчальних закладів. Перша жіноча гімназія і реальне чоловіче училище було відкрито в Порт-Артурі 1903 року. Почалося будівництво чоловічого училища та жіночої гімназії в Дальньому.

#### Керівники
- Суботич Деан Іванович (1899—1900)
- Алексєєв Євген Іванович (1900—1905)

### Генерал-губернаторство

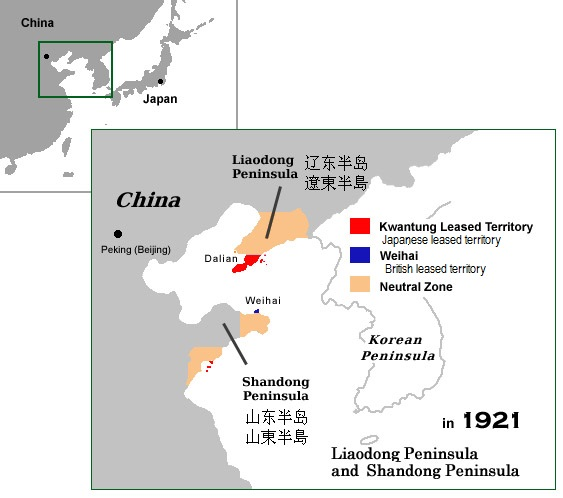
Квантунське генерал-губернаторство у 1921 (позначено червоним)

Для адміністративного управління Японія заснувала Квантунське генерал-губернаторство. Губернатор області був підпорядкований прем'єр-міністру і міністру армії. На території області розміщено Квантунський гарнізон (з 1919 року називався квантунською армією).
Під час Першої світової війни Японія висунула Китайській Республіці «Двадцять одну вимогу», які уряд Китайської республіки був змушений прийняти. В результаті термін оренди Квантунської області був продовжений до 99 років, тобто до 1997 року. Після проголошення в 1932 році Маньчжоу-го Японія формально відмовилася від Квантунської області на користь Маньчжоу-го, проте продовжувала керувати нею як і раніше. Водночас місцеві жителі отримали підданство Маньчжоу-го. З 1934 року повноваження губернатора області були різко скорочені, і він був підпорядкований послу Японії в Маньчжоу-го. У 1937 році до складу Маньчжоу-го була передана Південно-Маньчжурська залізниця.
Під час свого правління японці провели в області ряд реформ, включаючи земельну і транспортну. На відміну від Кореї і Тайваню, місцеве населення Квантунської області було зрівняно в правах з японцями. Сегрегації в освіті не було протягом усього періоду японської оренди; в школах викладалися китайська та японська мови в майже рівних відсотках. Згідно з переписом 1935 року населення становило 1 034 074 осіб, з них 168,185 — японські громадяни.

#### Генерал-губернатори
- Осіма Йосімаса (1905—1912)
- Фукусіма Ясумаса (1912—1914)
- Накамура Акіра (1914—1917)
- Накамура Юдзіро (1917—1919)
- Хаясі Ґонсуке (1919—1920)
- Ямагата Исабуро (1920—1922)
- Ідзюїн Хікоіті (1922—1923)
- Кодама Хідео (1923—1927)
- Кіносіта Кендзіро (1927—1929)
- Ота Масахіро (1929—1931)
- Цукамото Сейдзі (1931—1931)
- Ямаока Манносуке (1931—1932)
- Муто Нобуйосі (1932—1933)
- Хісікарі Такасі (1933—1934)
- Мінамі Дзіро (1934—1936)
- Уеда Кенкіті (1936—1939)
- Умедзу Йосідзіро (1939—1944)
- Ямада Оцудзо (1944—1945)

### Область Радянського Союзу
Після Другої світової війни СРСР відновив оренду Квантунської області. З самого початку почалося відновлення Південно-Маньчжурської залізниці, суднобудівного заводу в Дальному. 14 лютого 1950 року було укладено угоду з Китаєм про виведення радянських військ з Порт-Артура і передачу споруд в цьому районі Китаю після підписання договору з Японією, але не пізніше кінця 1952 року.
15 вересня 1952 року відбувся обмін нотами між Китаєм і СРСР, внаслідок чого термін виведення радянських військ був продовжений до укладення мирних договорів між Китаєм і Японією, та СРСР і Японією. Виведення радянських військ і передача території під юрисдикцію КНР завершено в травні 1955 року.

#### Очільники
- Іван Ілліч Людніков (1945—1947)
- Опанас Павлантійович Бєлобородов (1947—1953)

## Економіка
Про стан господарства в часи правління Російської імперії замало відомостей. В цей час лише закладено основи економічного розвитку області. Було збудовано перші заводи та міста на місці рибальських поселень.
В період японського панування основними галузями економіки в області були гірничодобувна (особливо вугільна) промисловість і транспорт, а також сільське господарство (особливо — виробництво рослинної олії). Дотації в область виробляли з бюджету, вони становили 4 млн ієн на рік.
Бюджет Квантунської області в період радянського керування зазвичай поповнювався коштом відрахувань від залізниці та промислових підприємств. Втім дефіцит бюджету закривався завдяки допомозі з центрального бюджету СРСР. Також було впроваджено регулювання цін на харчі. Завдяки цьому було зменшено інфляцію, щорічно відбувалося зниження цін на товари.